# Dembo K. M. Camara
Dembo K. M. Camara ist ein gambischer Politiker.

## Leben
| Parlamentswahl | Stimmen | Stimmanteil |
| -------------- | ------- | ----------- |
| 2017           | 4.244   | 48,85 %     |

Dembo K. M. Camara trat bei der Wahl zum Parlament 2017 als Kandidat der United Democratic Party (UDP) im Wahlkreis Illiasa in der Kerewan Administrative Region an. Mit 48,85 % konnte er den Wahlkreis vor Papa Tunkara (GDC) für sich gewinnen.
Bei den Parlamentswahlen 2022 trat Camara erneut im Wahlkreis Illiasa an und verlor mit 4579 Stimmen (39,19 %) gegen den NPP-Kandidaten Sankung Dampha (* 1965), der 4752 Stimmen (40,67 %) erhielt.